# Unleash the Beast
Albums de Saxon
Dogs of War
(1995) Metalhead
(1999)
Unleash the Beast est le 13e album du groupe de heavy metal anglais Saxon, sorti le 14 octobre 1997.
Douglas Scarratt remplace dorénavant Graham Oliver.

## Titres
| No  | Titre                   | Auteur                               | Durée |
| --- | ----------------------- | ------------------------------------ | ----- |
| 1.  | Gothic Dreams           | Byford/Glockler                      | 1:33  |
| 2.  | Unleash the Beast       | Byford/Glockler/Carter/Scarrat       | 5:16  |
| 3.  | Terminal Velocity       | Byford/Quinn/Glockler/Carter/Scarrat | 4:43  |
| 4.  | Circle of Light         | Byford/Glockler/Carter/Scarrat       | 5:26  |
| 5.  | The Thin Red Line       | Byford/Glockler/Carter/Scarrat       | 6:20  |
| 6.  | Ministry of Fools       | Byford/Glockler/Carter/Scarrat       | 4:29  |
| 7.  | The Preacher            | Byford/Quinn/Glockler/Carter/Scarrat | 4:55  |
| 8.  | Bloodletter             | Byford/Quinn/Glockler/Carter/Scarrat | 5:31  |
| 9.  | Cut Out the Disease     | Byford/Quinn/Glockler/Carter/Scarrat | 5:23  |
| 10. | Absent Friends          | Byford/Quinn/Glockler/Carter/Scarrat | 4:54  |
| 11. | All Hell Breaking Loose | Byford/Quinn/Carter/Scarrat          | 4:31  |

## Composition du groupe
- Biff Byford, chant
- Nigel Glockler, batterie
- Paul Quinn, guitares
- Doug Scarratt, guitares
- Nibbs Carter, basse

## Crédits
- Produit par Kalle Trapp & Saxon
- Producteur exécutif : Rainer Hänsel
- Enregistré aux Karo Studios (Brackel/Hambourg - Allemagne)
- Mixé par Kalle Trapp & Biff Byford
- Pochette : Paul Raymond Gregory/Studio 54 (Artwork), Thorsten Eichholz (photos)